# Longmire Suspension Bridge
Le Longmire Suspension Bridge – ou Nisqually River Suspension Bridge – est un pont suspendu américain entre les comtés de Lewis et Pierce, dans l'État de Washington. Ce pont routier construit en 1951-1952 dans le style rustique du National Park Service permet le franchissement du Nisqually à Longmire, au sein du parc national du mont Rainier. C'est une propriété contributrice au district historique de Longmire depuis la création de ce district historique le 13 mars 1991. Il contribue par ailleurs au Mount Rainier National Historic Landmark District établi le 18 février 1997.